# 中华人民共和国土地制度
中华人民共和国土地制度按照现行法律，中华人民共和国政府是中国土地的实质所有者和管理者，一般个人、组织、机构僅具地上權。

## 历史沿革

### 改革开放前
土地问题一直是中国社会的基本问题，中国普通民众通常拥有土地、房屋等的永世业权。但同时，土地兼併、集中于地主阶级，亦是严重的社会问题。中华民国国父孙中山主张平均地权，但未能实行。秋收起义后，中共政权在井冈山根据地实施“井冈山土地法”，1929年2月颁布《兴国土地法》。
1950年，中华人民共和国中央人民政府颁布《土地改革法》。自第二次国共内战时期老解放区开始的土地改革运动推行到全国。到1953年即实行土地集体所有制。此次运动，彻底改变了中国的土地制度，在農村地區取消了土地私有制。此後農村至改革開放前一直實行人民公社。

### 改革开放后

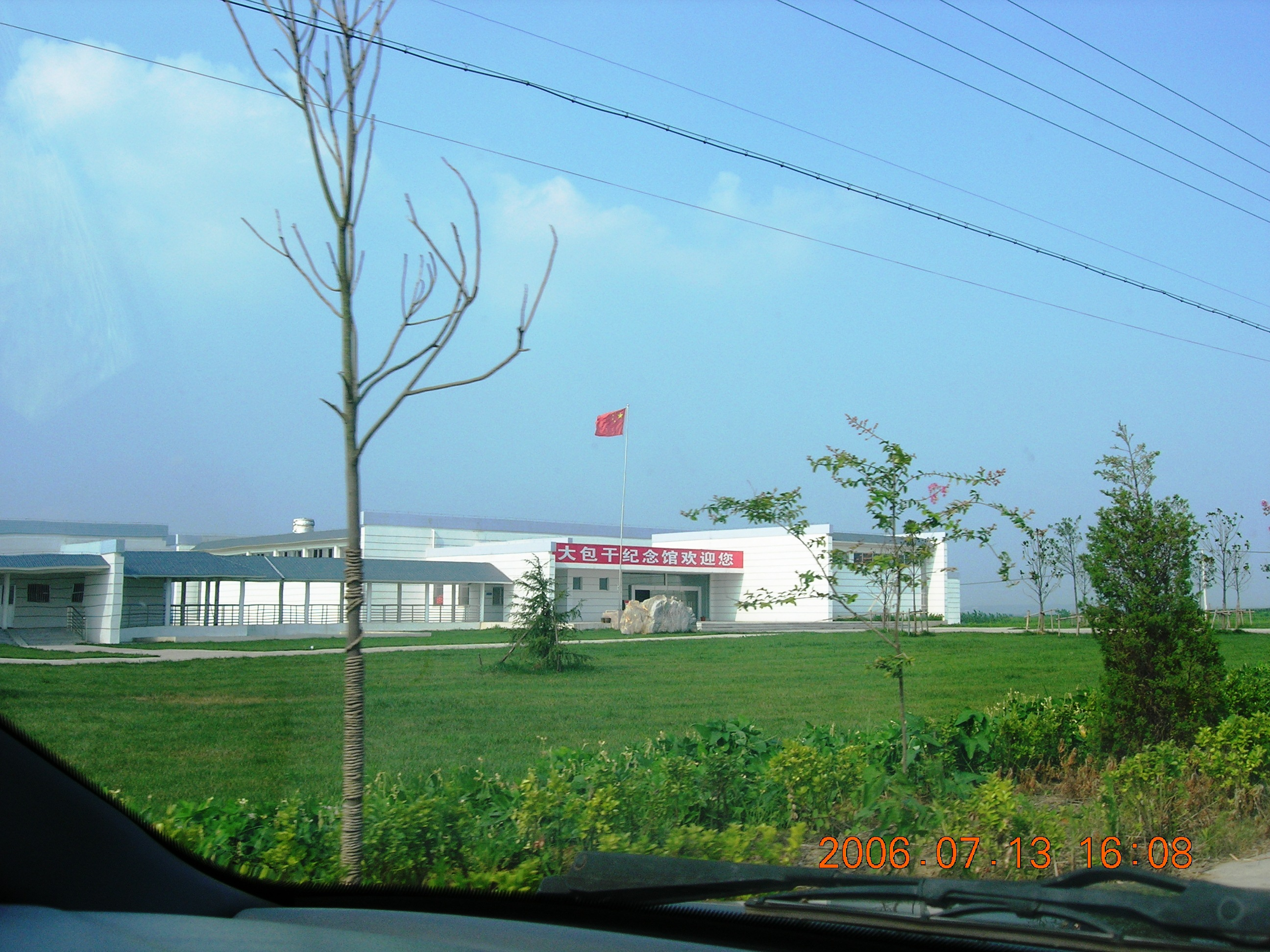
安徽凤阳小岗村的“大包干”纪念馆

不過在1978年11月24日，安徽省凤阳县小溪河镇小岗村18位农民簽訂土地承包合同，決定將村集体土地由村民私人承包，這一行為得到當時中共中央的認可，標誌著家庭联产承包责任制開始實行。1983年，农村土地家庭承包已在中國普及，當時90%以上的农户签订土地承包合同，90%以上的耕地被家庭承包。而1983年也是第一輪土地承包的開始，承包期為期15年，第二轮从1997年开始，承包期30年。在第二轮土地承包到期后，承包期再延长三十年。

雖然從1950年代其中華人民共和國政府就以沒收及購買的形式逐步獲取了城市内大多數私有土地的產權，但在制度上消滅土地私有制的則是1982年12月修订的《中华人民共和国宪法》（又称《八二宪法》），规定城市土地属于国家所有，以憲法機制沒收了城市内剩餘私有土地的產權。城市民众、农民作为业主，仅有拥有房屋的所有权和土地的使用权。但是，修憲時政府並未逐戶通知土地業主，更未辦任何徵購徵用手續，因而其合理性存在爭議。1982年，深圳经济特区开始按城市土地等级不同收取不同标准的使用费。

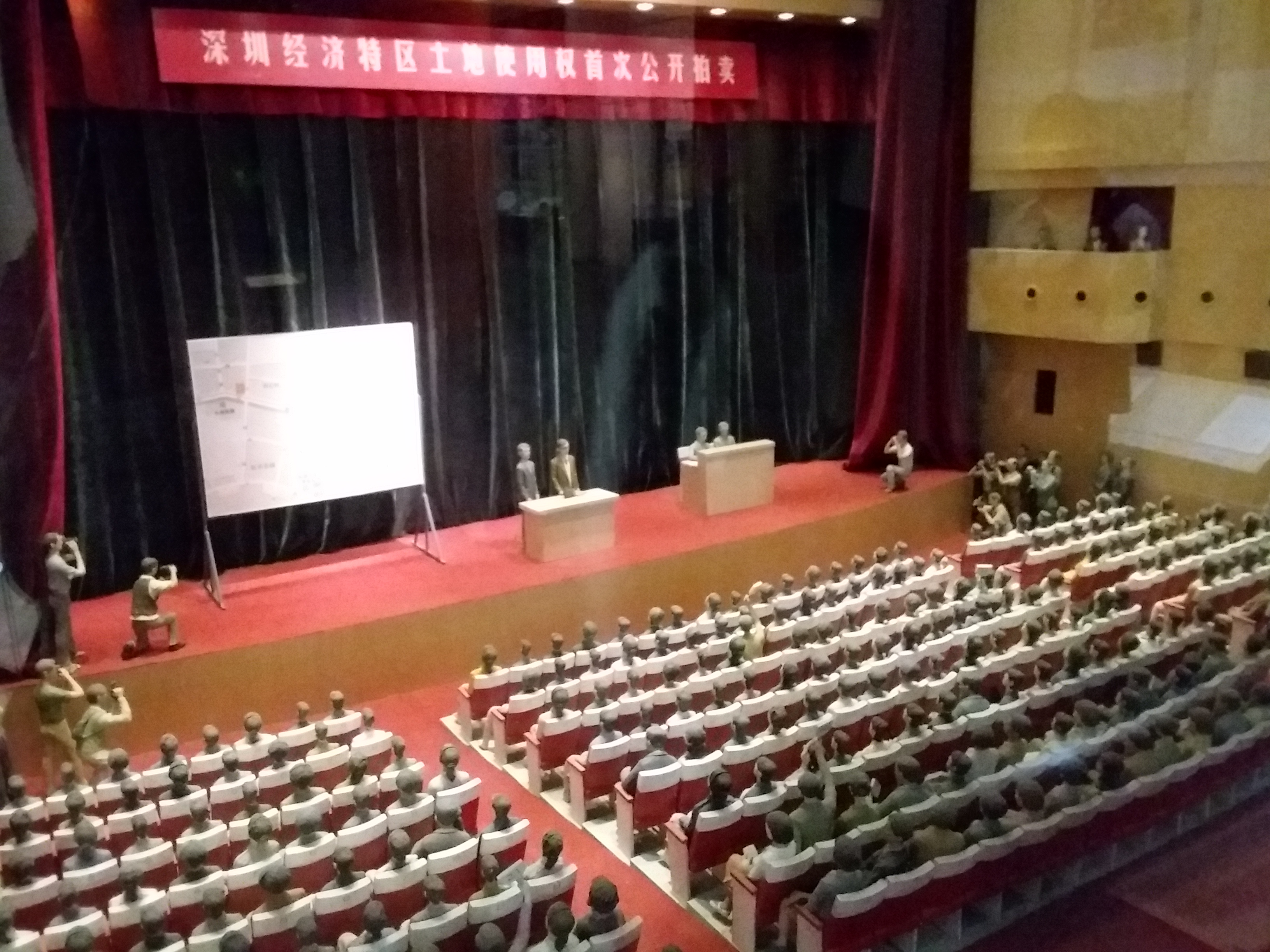
深圳经济特区土地使用权首次公开拍卖的历史场景（深圳博物館）

1986年，《土地管理法》通过、国家土地管理局成立。1987年4月，中国国务院提出土地使用权可以有偿转让；同年9月，深圳率先试行土地使用有偿出让，出让了一块5千多平方米的土地使用权、限期50年，揭开了国有土地使用制度改革的序幕。 同年11月，国务院批准了国家土地管理局等部门的报告，确定在深圳、上海、天津、广州、厦门、福州进行土地使用制度改革试点。1987年12月，深圳市公开拍卖了一块国有土地的使用权，这是中华人民共和国建立后首次进行的土地拍卖。

### 21世纪
1998年3月10日，第九届人大一次会议第三次全体会议表决通过关于国务院机构改革方案的决定，国家土地管理局并入国土资源部，此后国土资源部行使包括指导未利用土地开发、土地整理、土地复垦和耕地开发的监督、组织实施土地用途管制、农用地转用和土地征收征用等工作。2018年，国土资源部整合入自然资源部。

## 现行制度

### 拍卖
1987年12月，深圳市公开拍卖了一块国有土地的使用权，这是中华人民共和国建立后首次进行的土地拍卖。依中国官方的说法，“按照土地所有权与使用权分离的原则，国家在保留土地所有权的前提下，通过拍卖、招标、协议等方式将土地使用权以一定的价格、年期及用途出让给使用者，出让后的土地可以转让、出租、抵押。这是中国土地使用制度带有根本性的改革，打破了土地长期无偿、无限期、无流动、单一行政手段的划拨制度，创立了以市场手段配置土地的新制度。”

### 征收
在中国大陆，拆迁是指中华人民共和国地方政府征收土地时，拆除土地上的建筑物，并安置或补偿原有居民。而地方政府在房屋征收、土地征收过程中，处于强势地位，强制拆迁事件在中国大陆曾屡见不鲜；在部分案例中，中国最高人民法院曾判定地方政府行政强拆违法并需要进行赔偿。
土地交易中的招拍制度，形成地方政府对土地交易一级市场的垄断，进一步形成土地财政。地方政府面向房地产开发商拍卖土地，获得收入，但直到2013年仅有55%的土地出让收入被返回给被征收业主。土地出让净收益则成为地方政府的财政收入。

## 学术研究
有學者引用香港的土地制度，提出中國大陸實行的是一種基於公有制的「土地批租」制度，借鑑了香港的土地批租制度。赵燕菁從土地财政角度，認為農村土地集體所有和城市土地國有的制度後來幫助中國地方政府壟斷了土地供應的一級市場，在農業用地轉化為城市用地並出讓的過程中釋放了大量的信用，生成了大量的資本，使得中國能夠超前地建設基礎設施。